# Примо, Джо
Альфред Джозеф Фрэнсис Примо (англ. Alfred Joseph Francis Primeau; 29 января 1906, Линдсей — 14 мая 1989, Торонто) — канадский хоккеист и тренер, в качестве игрока обладатель Кубка Стэнли 1932 года в составе «Торонто Мейпл Лифс». В качестве главного тренера «Мейпл Лифс» стал обладателем Кубка Стэнли 1951 года.

## Биография

### Игровая карьера
Поиграв на молодёжном уровне за две команды из Торонто, в 1927 году присоединился к клубу НХЛ «Торонто Мейпл Лифс», но сыграл за первые два сезона восемь матчей, играя в фарм-клубах «Мейпл Лифс» «Торонто Равинас» и «Лондон Пантерз».
В 1929 году он стал основным игроком «Мейпл Лифс», за который отыграл семь следующих сезонов. Примо стал одним из ключевых нападающих клуба, в составе которого в 1932 году выиграл Кубок Стэнли, а по итогам сезона заработал 50 очков, став вторым бомбардиром команды и вторым среди игроков НХЛ после одноклубника Бушера Джексона, а также получил приз Леди Бинг Трофи, как награду за честную и спортивную борьбу.
Завершил карьеру по окончании сезона 1935/36 в возрасте 30 лет.

### Тренерская карьера
Работал главным тренером команд «Торонто Сент-Майкл Мэджорс» (1946—1947) и «Торонто Мальборос» (1949—1950).
С 1950 по 1953 годы был главным тренером «Торонто Мейпл Лифс», с которым в 1951 году завоевал Кубок Стэнли.

### Признание
В 1963 году стал членом Зала хоккейной славы.
Вошёл в список 100 лучших игроков НХЛ по версии журнала The Hockey News, заняв итоговое 92-е место.

### Семья
Сын Кевин (род. 1955 г.) пошел по стопам отца и стал хоккеистом и тренеров. В 1980 году Примо-младший принимал участие в Олимпийских играх в американском Лейк-Плэсиде. Трое внуков Джош (род. 1990), Бен (род. 1993) и Джейс (род. 1997) также серьезно занимались хоккеем.

### Смерть
Скончался 14 мая 1989 в Торонто в возрасте 81 года.